# Drongen

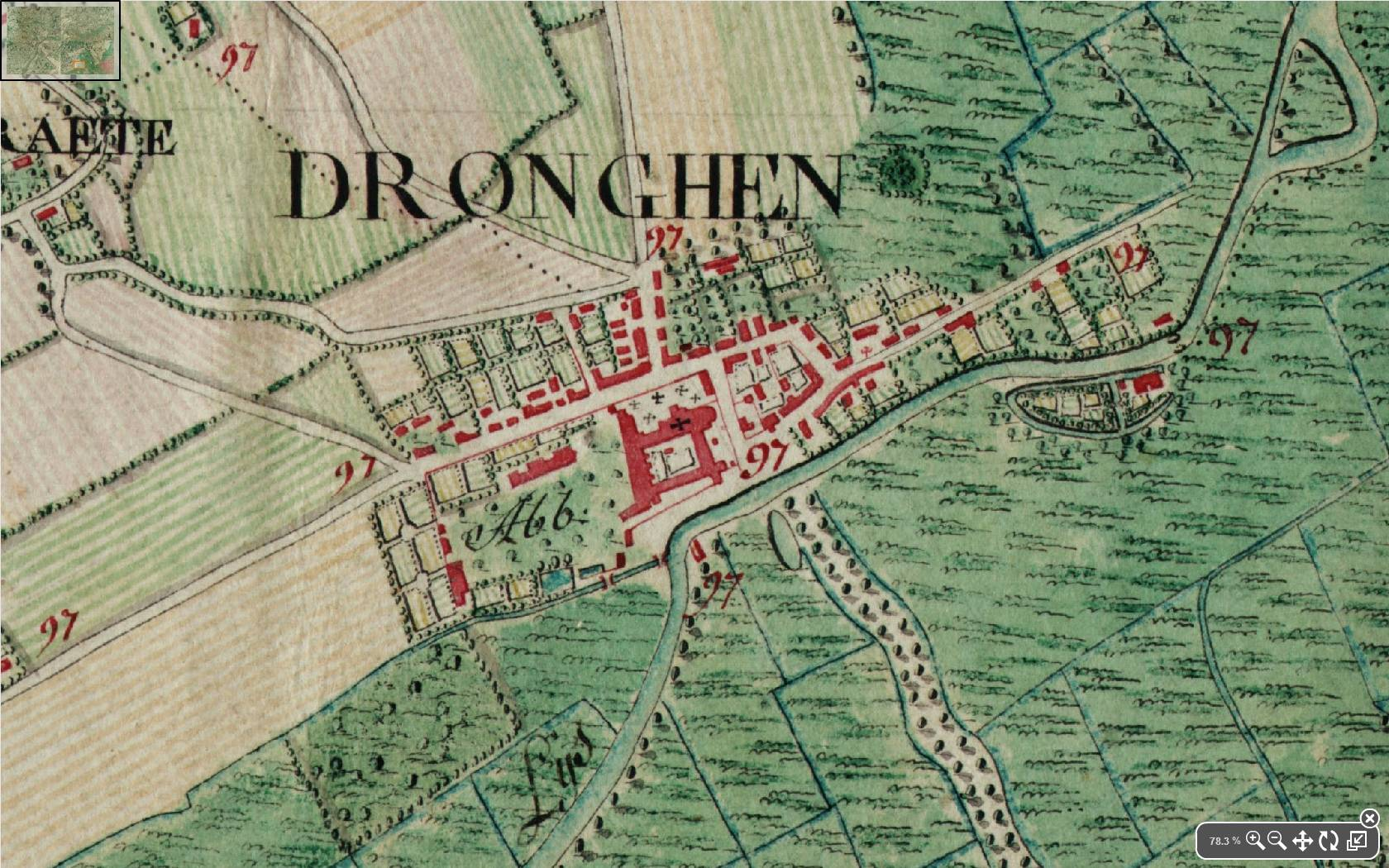
Drongen mit der Abtei auf der Ferrariskarte von 1775

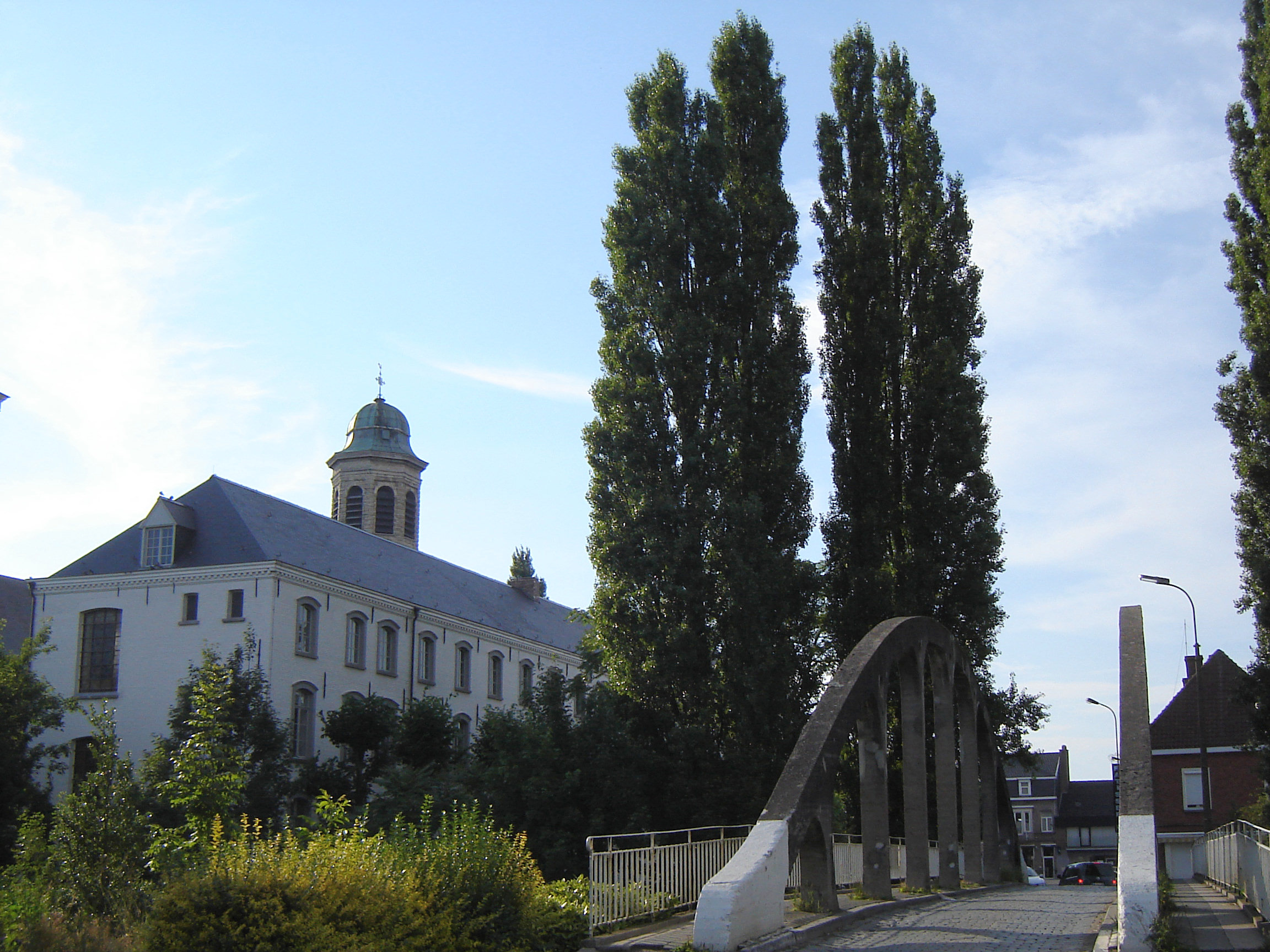
Ansicht von Drongen mit alter Abtei, St. Gerolfskirche und Pontbrücke

Lage von Drongen in Gent

Drongen (frühere Schreibweise: Dronghen, französisch Tronchiennes) ist die flächenmäßig größte Teilgemeinde von Gent, der Provinzhauptstadt von Ostflandern im Königreich Belgien. Der Ort liegt an der Leie, westlich des Stadtzentrums von Gent. Drongen hat 12.218 Einwohner (Stand: Dezember 2007) und die Amtssprache ist Niederländisch. Für familiäre Gespräche benutzen die alteingesessenen Bewohner Drongens jedoch das Drongens, welches ein Ortsdialekt des ostflämischen Dialekts ist.

## Geschichte
Prähistorische Funde in Baarlevelde und Halewijn deuten auf eine alte Besiedlung dieses Gebiets. In Bourgoyen wurden gallo-römische Funde entdeckt. Drongendorp entwickelte sich rund um die Abtei van Drongen, deren Geschichte bis auf das siebte Jahrhundert zurückgeht. Die älteste Erwähnung Drongens stammt von 820, da wurde es als Truncinas erwähnt. Die Abtei wurde im 12. Jahrhundert mit der Hilfe von Iwein van Aalst eine Norbertinerabtei.
Drongen war eine alte Herrschaft, die ursprünglich dem Grafen von Flandern gehörte. Ab dem 11. Jahrhundert fiel es an das Haus von Aalst, später an die Herren von Kortijk. Graf Jean-Baptiste d'Hane-Steenhuyse wurde 1786 der letzte Besitzer der Herrschaft.
Auch das nahegelegene Baarle hat eine Geschichte die bis in das Mittelalter zurückreicht. Am 22. Januar 1805 wurde per französisch kaiserlichem Dekret Baarle als selbständige Gemeinde abgeschafft. Links der Leie fiel das Gebiet an Drongen, rechts der Leie an Sint-Martens-Latem. Die Kirchengemeinde blieb jedoch selbständig.
Das Gebiet blieb lang relativ isoliert. 1823 wird der Drongensesteenweg angelegt, der die erste direkte Verbindung des Dorfes mit dem Stadtzentrum von Gent herstellte. Der Weg wurde 1889 gebührenfrei. 1838 wurde in Ost-West-Richtung die Eisenbahnlinie Gent-Brügge angelegt; sie war von nun an eine wichtige neue Verkehrsader. Einige Betriebe ließen sich in Drongen nieder. 1950 wurde die E 40 angelegt; der Anschluss verhalf Drongen zu einem weiteren Bevölkerungswachstum. Nahe bei Baarle wurde direkt an der Abfahrt ein Industriegebiet angelegt. Der Genter Ring folgte 1969 nach, direkt nördlich von Drongen.
Am 1. Januar 1977 verlor Drongen seine Selbständigkeit und fusionierte mit Gent.

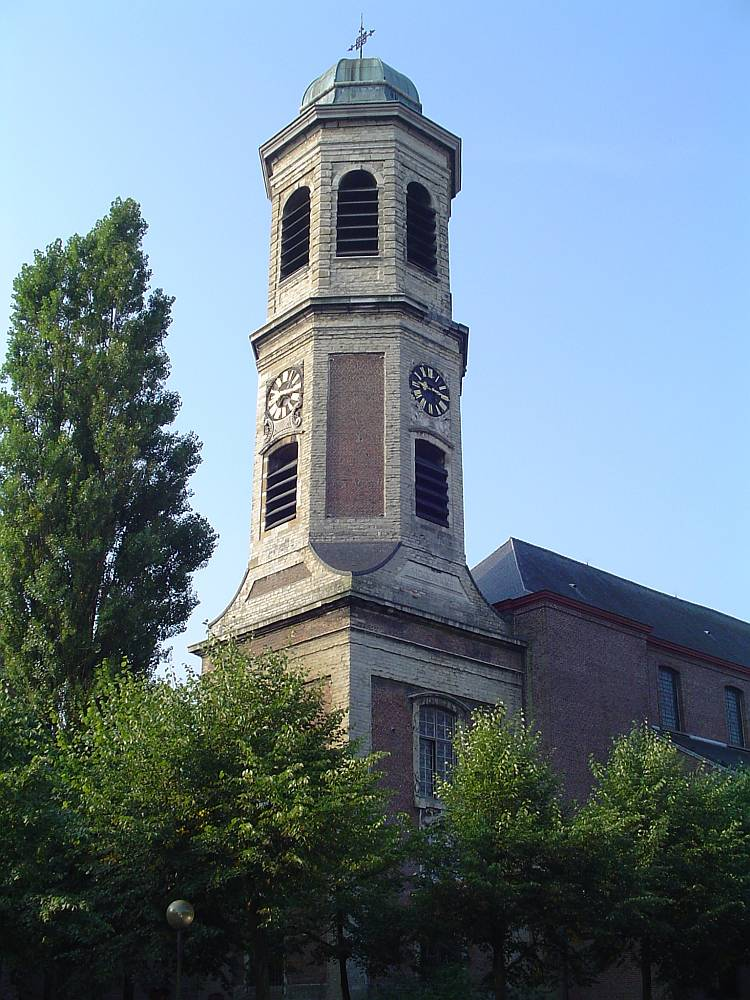
Sint-Gerolfkerk, Drongen-centrum
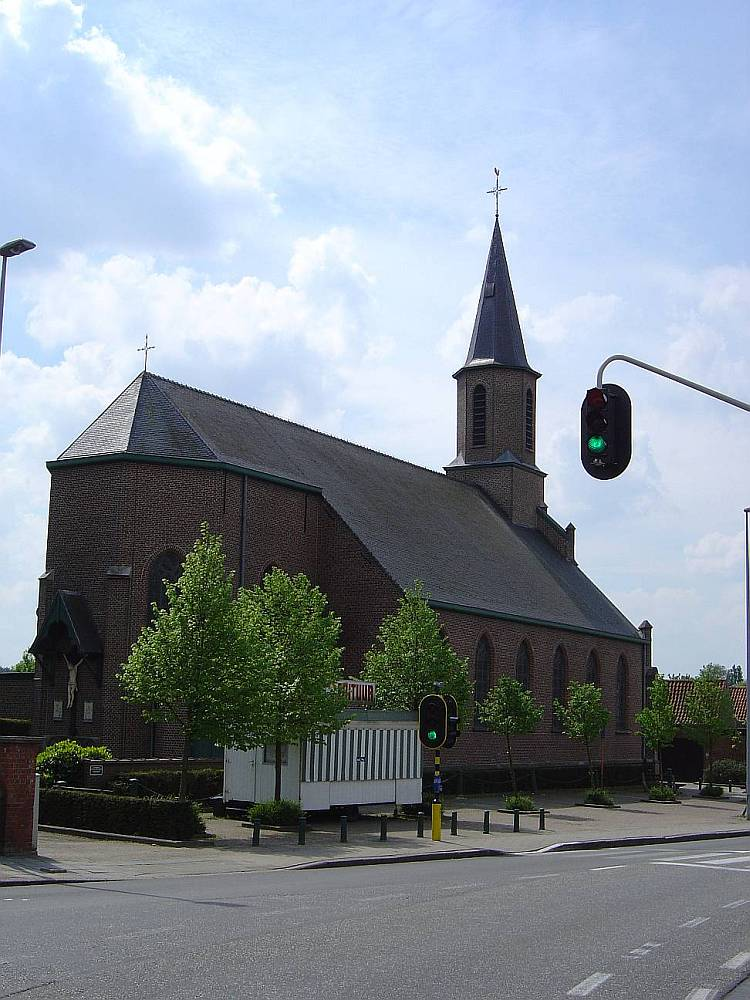
Sint-Martinuskerk, Baarle
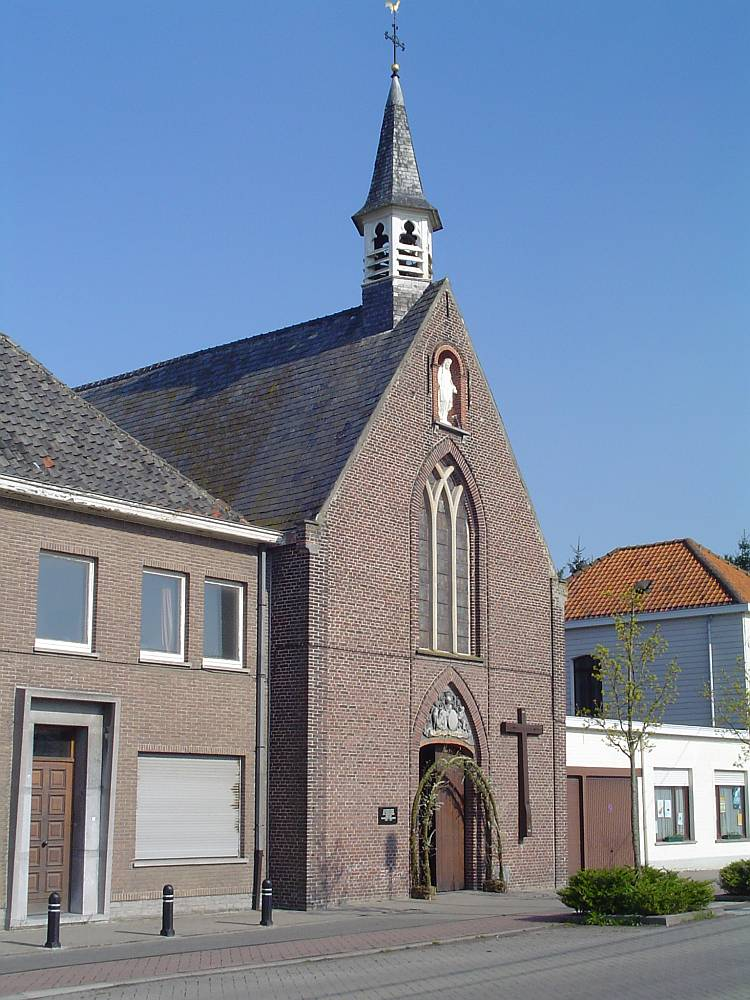
Onze-Lieve-Vrouwekerk, Luchteren

## Geographie
Die flächenmäßig größte Teilgemeinde von Gent umfasst eine Fläche von insgesamt 27,43 km². Hinsichtlich der Einwohnerzahl liegt Drongen jedoch an fünfter Stelle, hinter Sint-Amandsberg, Gentbrugge, Oostakker en Wondelgem. Der Ort besteht aus drei Parochien und drei Dorfkernen: Drongen-Zentrum, das noch ländliche Luchteren und das dichter besiedelte Baarle. Selbst da lassen sich noch einzelne Weiler und Teilgebiete ausmachen, so zum Beispiel Halewijn, das zu Luchteren gehörend früher selbst noch einen eigenen Bahnhof hatte.
Im Uhrzeigersinn grenzt Drongen an die Genter Teilgemeinden Mariakerke, Gent-Stadt, Sint-Denijs-Westrem und Afsnee, das Zentrum von Sint-Martens-Latem, Sint-Martens-Leerne bei Deinze, Vosselare, Landegem und Merendree, die zu Nevele gehören, und Vinderhoute (Lovendegem).

## Sehenswürdigkeiten
(Anm. Nur Sehenswürdigkeiten von Drongen-Zentrum wurden hier aufgenommen, nicht die der übrigen Dorfkerne von Baarle und Lucheren)
- Naturreservat Assels, ein Seengebiet langs der Leie
- Die Drongenplein mit St. Gerolfkapelle, St Gerolfkirche,
- Die Hoosmühle im Naturreservat Bourgoyen-Ossemeersen
- Kastell Kapellegoed
- Die Alte Abtei Drongen
- Die St. Josephskapelle in byzantinischem Stil
- Die Pastorei von 1773
- Die Pontbrücke über die Leie
- Die alte Herberge Sint-Antone, gegenwärtig ein Lingeriegeschäft

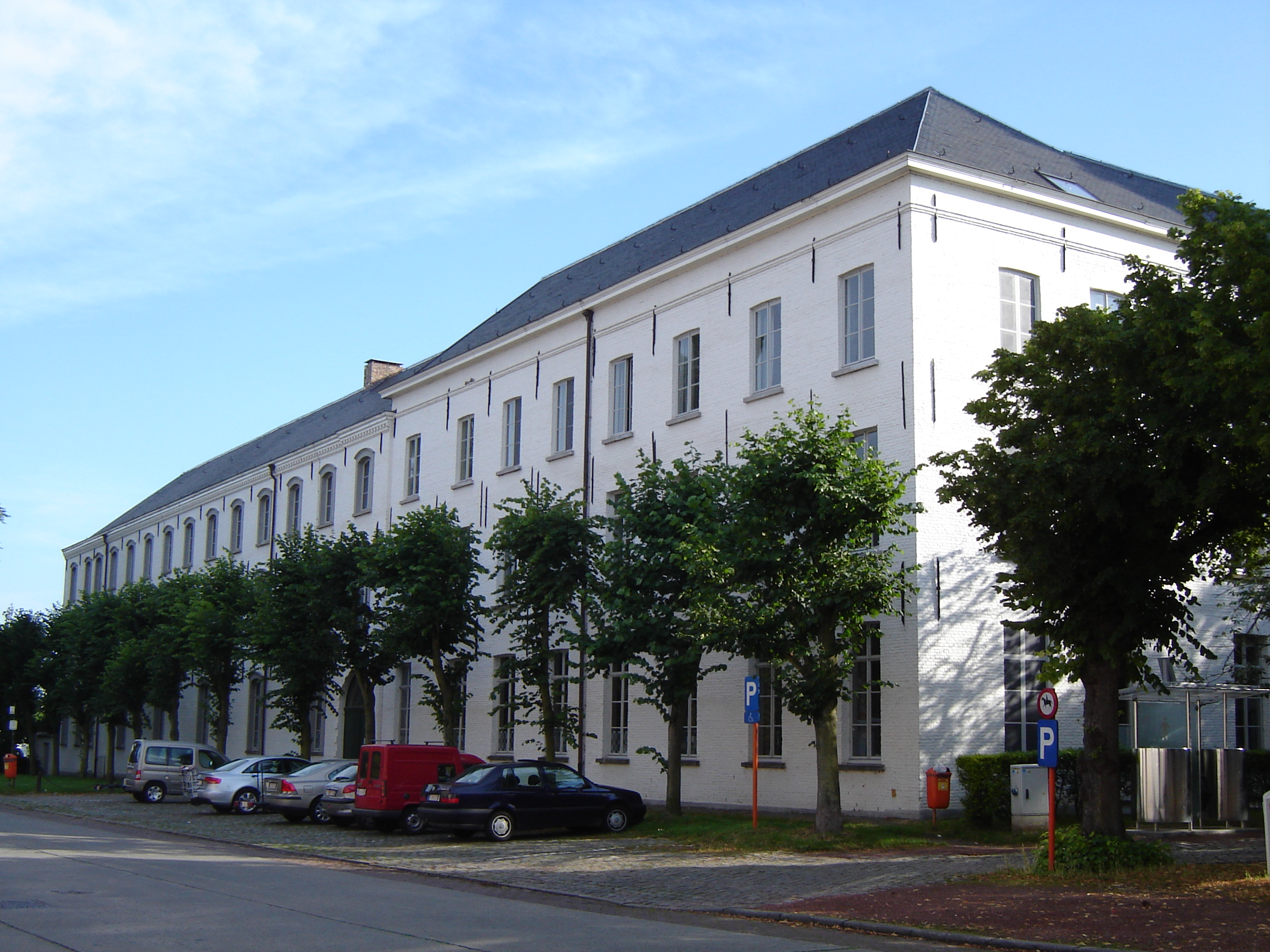
Die „Alte Abtei“
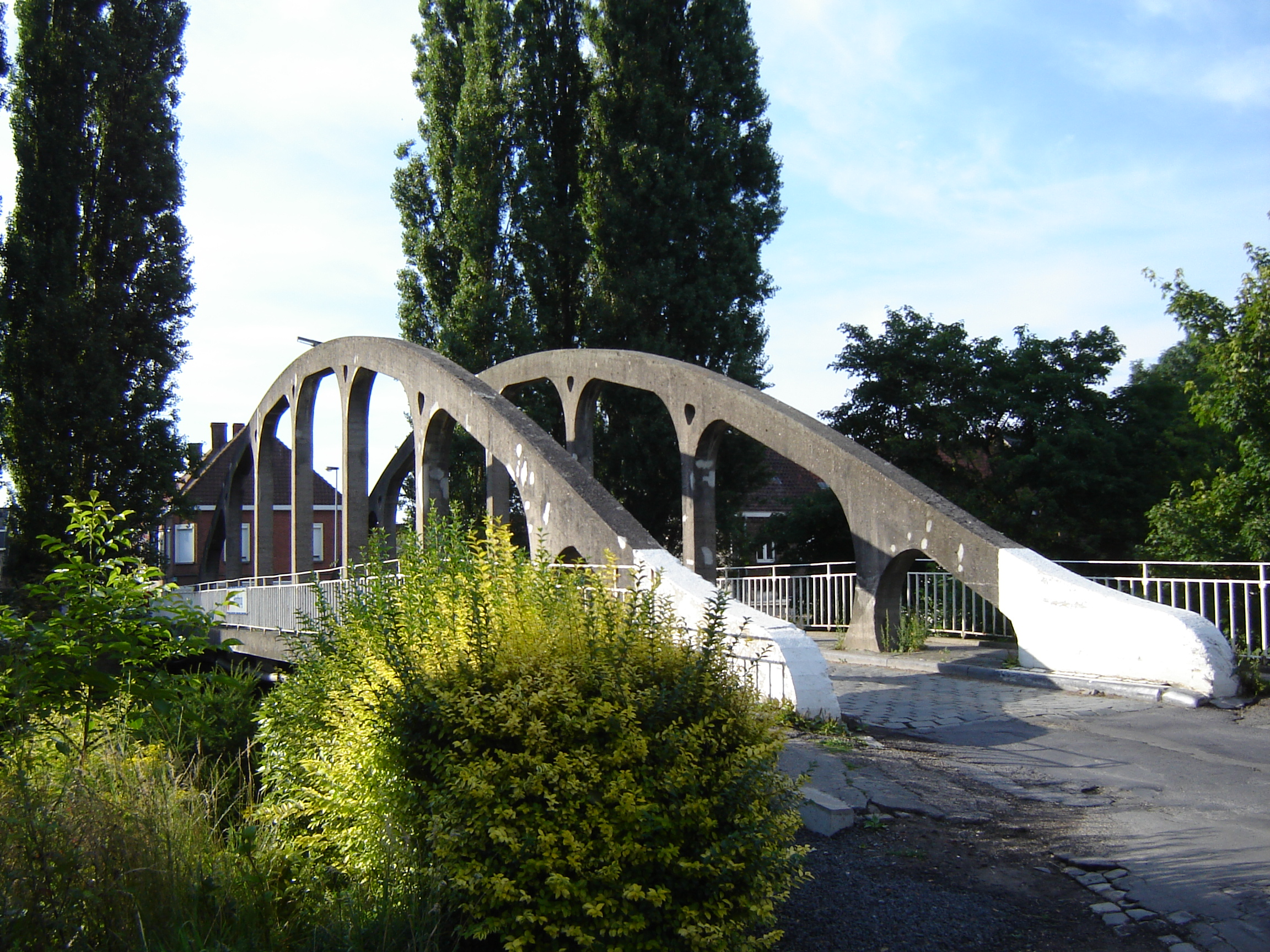
Die Pontbrücke
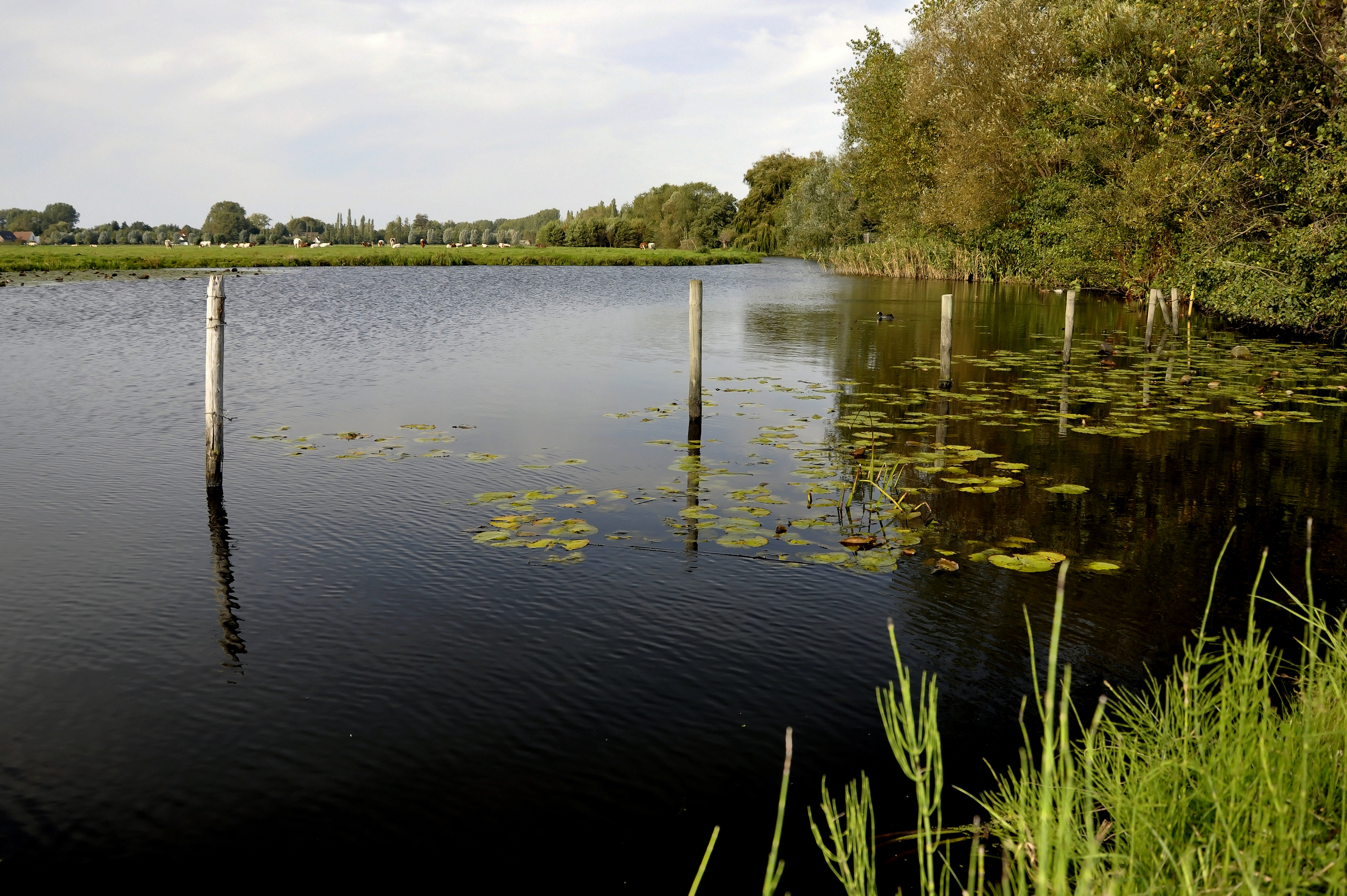
De Piereput, Teil der 'alten Leie' im Naturreservat Assels
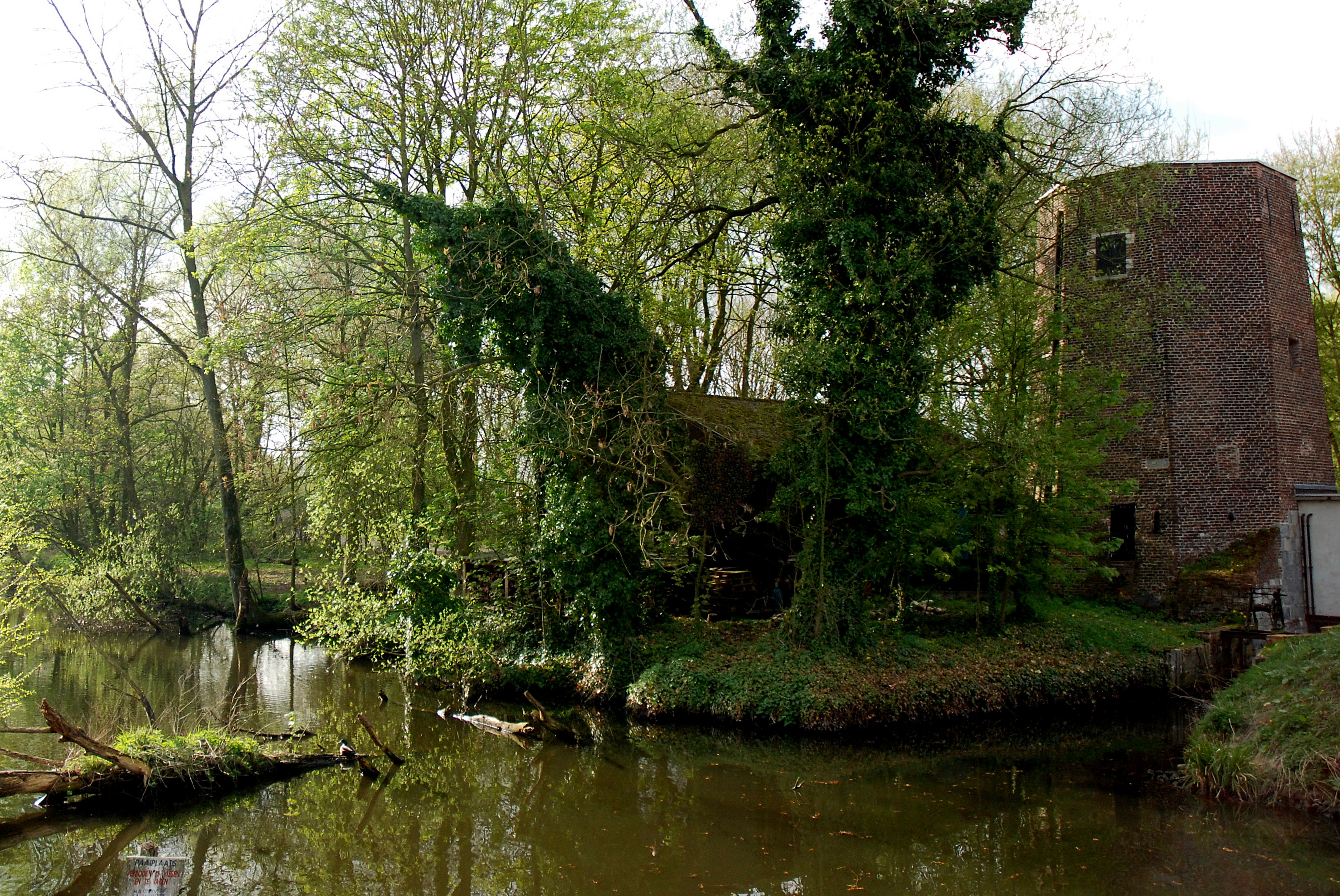
Die Hoosmühle
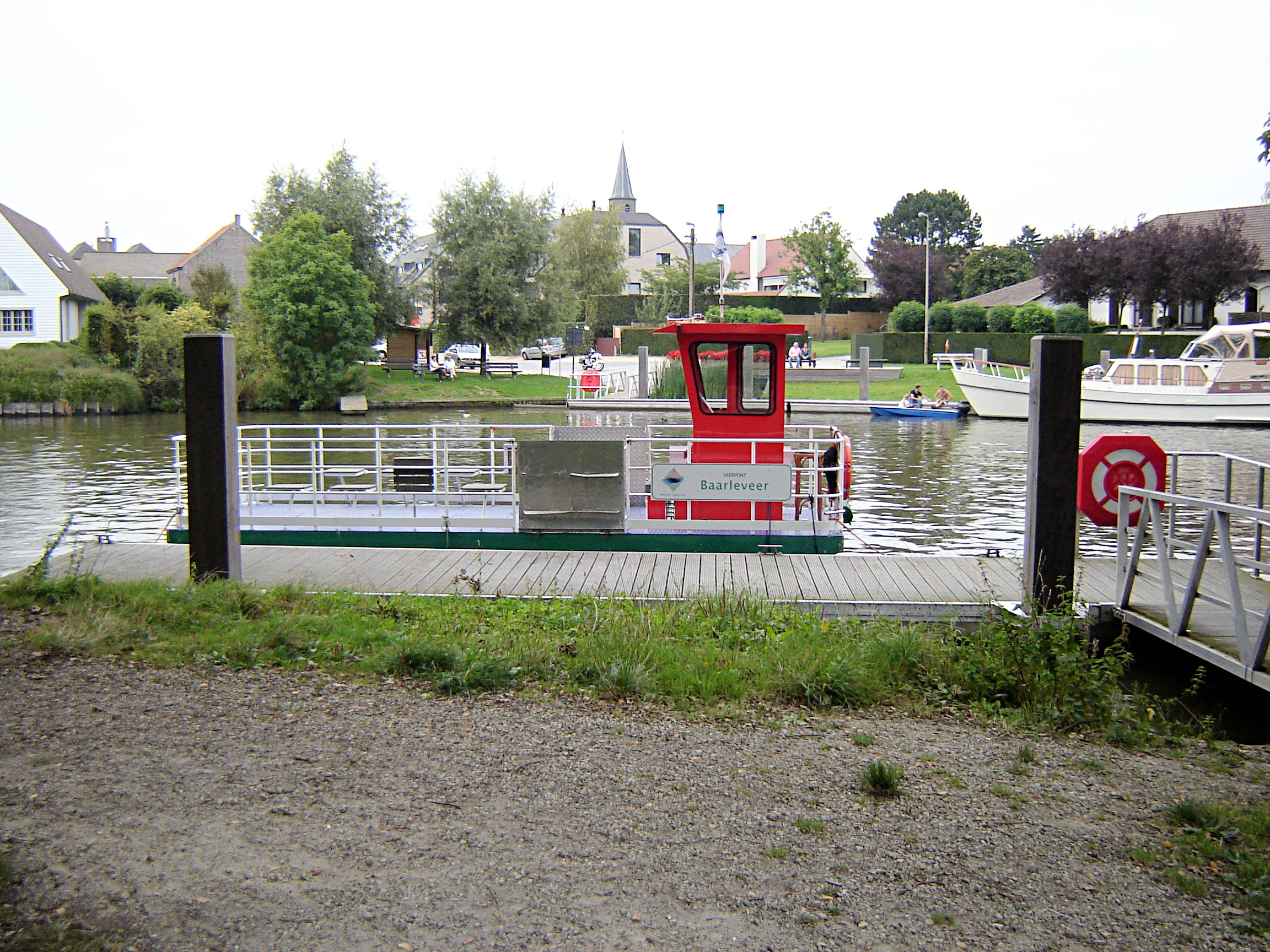
Die Baarlefähre, die Baarle über die Leie mit Sint-Martens-Latem verbindet
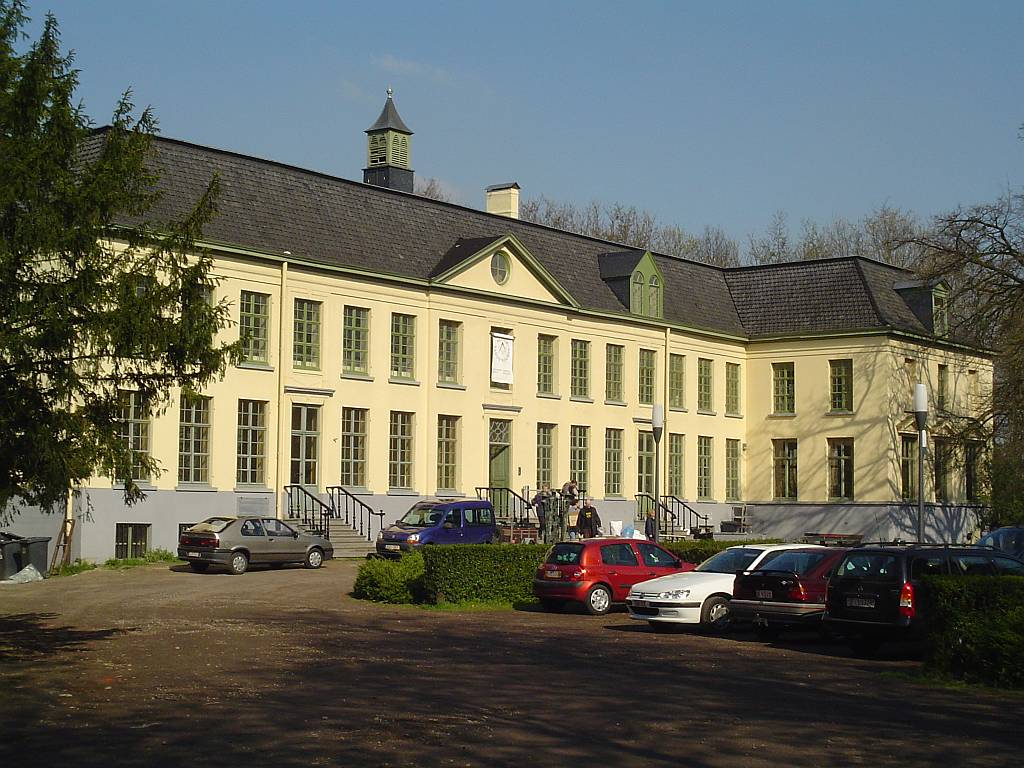
Das Kasteel De Campagne zu Luchteren

## Demographie
Drongen hatte 2007 einen Ausländeranteil von 1,3 %, die Arbeitslosenquote lag bei 3 %.

### Einwohnerentwicklung
Quellen: NIS und Stadt Gent – Anmerkung: 1806 bis einschl. 1970 Volkszählungen; 1976, 1990, 2000 und 2007 Einwohner am 31. Dezember.

## Verkehr
Entlang der Eisenbahnlinie 50A liegt im Zentrum der Bahnhof Drongen, der jede Stunde durch die Regionalbahn zwischen Gent St. Pieters und Brügge Hauptbahnhof angefahren wird. Das Bahnhofsgebäude wird schon lange nicht mehr gebraucht und soll in der näheren Zukunft abgerissen werden, um eine Gleiserweiterung möglich zu machen. Bis 1984 verfügte auch Halewijn über einen eigenen Bahnhof.
In Baarle liegt eine Ausfahrt der E 40, was die dortige Existenz des Drongener Industrieparks und des einzigen Hotels der Teilgemeinde erklärt.

## Sport
Drongen hat einen Fußballverein KVE (Koninklijke Voetbalvereniging Eendracht) Drongen, der Mitglied des KBVB ist. In jedem Dorfkern gibt es ein eigenes Feld, in der verschiedene Mannschaften spielen: An der Sint-Gerolfstraat, an der Noordgijzelstraat in Luchteren (nahe dem Landsitz Domein De Campagne) und der Kloosterstraat in Baarle.

## Persönlichkeiten
Entsprechend einiger Auffassungen leitet sich der Namenszusatz „von Tronje“ der in verschiedenen Werken der Nibelungensage und in mit ihr verwandter Sagen vorkommenden Gestalt des Hagen von dessen Herkunft aus oder Verbindung mit dem Ort Drongen ab.
- Roland De Neve (* 1944), Radrennfahrer
- Kevin de Bruyne (* 1991), Fußballspieler

## Wohnhaft in Drongen
- Rocksänger Dirk Blanchart
- Sänger Luk Bral
- Maler Antoon Catrie (er is een straat naar Catrie genoemd)
- Schauspieler, Sänger, Autor und vormaliges Gemeinderatsmitglied Koen Crucke (Open Vld) (nun in Gent-Stadt)
- Fußballer Kevin De Bruyne
- Ruderin Rita Defauw
- Sängerin und Junior-Eurovision-Song-Contest-2010-Teilnehmerin Lauren De Ruyck
- Schauspielerin Griet Dobbelaere
- Autor Jef Geeraerts
- Radrennfahrer und Radrennteamchef Walter Godefroot (früher, mittlerweile in Sint-Martens-Latem)
- Filmproduzent Dirk Impens (mittlerweile wohnhaft in Gent-stad)
- Bildhauer Domien Ingels (Nach Domien Ingels ist sogar eine Straße benannt.)
- Unternehmer und einstiger belgischer Parlamentarier Peter Leyman (CD&V)
- Mountainbiker Filip Meirhaeghe
- Autor, Kolumnist, Dichter und Partner von Lieven Vandenhaute Erwin Mortier
- Gymnaste Gaëlle Mys
- Fußballtrainer Jan Olde Riekerink (nun wohnhaft in Porto, Portugal)
- Sängerin Sarah (Sarah De Koster)
- Journalist, Moderator und Partner von Erwin Mortier Lieven Vandenhaute
- Dichter Julien Vangansbeke

## Trivia
- Im Vinkendal in der Parochie Luchteren gibt es ein namibisches Ehrenkonsulat mit Zuständigkeit für die flämische Region.
- Der Radiosender MNM sendete zweimal live aus Drongen, genauer gesagt von der Raststätte an der E40 Richtung Brüssel.